# Христо Христов (поет)
Вижте пояснителната страница за други личности с името Христо Христов.
Христо Христов е български поет от ромски произход. Пише на български и ромски език.

## Биография
Работи като телевизионен водещ в „Канал 2001“ на предаването „Джа, джа“ до 2003 г. От 2006 г. е водещ в ТВ „7 дни“ на ромско шоу „Жар, жар“. Работи като журналист в Ромския информационен център в София, в медиите в-к „Дром дромендар“ и сп. „О рома“. Пак от 2006 г. е разследващ журналист в Български хелзинкски комитет. От началото на 2008 г. е директор на „Джипси ТВ“ и водещ на единственото ромско шоу в националния ефир „Таборът“ излъчван едновременно по две телевизии „Здраве“ и „7дни“. От 2010 г. до 2015 г. работи като сценарист и организатор продукция на предаванията "Светът на ромите" и "Малки истории" в БНТ, Канал1. През 2020 г. създава "ХИТ медия" - електронен информационен портал.
Пише сценариите на три документални филма: „Голяма Богородица“ по Канал 1 – БНТ и „Сълзи в рая“. През 2008 г. Христо Христов заснима филма послание „Подай ръка – бъди човек“ за виртуозния кларинетист Иво Папазов-Ибряма.

## Поетическо творчество
Първите творби на Христов са публикувани през 1994 г. във в-к „Романо Ило“ („Циганско сърце“). През 1996 г. излиза първата му стихосбирка „Оркусова любов“ след високата оценка, която му дават поети като Сали Ибрахим и Малина Томова. Две години по-късно е публикувана и книгата „Сълзи в рая“, на български, ромски и английски език. Двете книги са издадени със съдействието на Международен център по проблемите на малцинствата и културните взаимодействия.
През 1998 г. по първата стихосбирка на Христов е поставена и театрална постановка в Общински театър „Възраждане“, с участието на актьора Иван Налбантов и известната ромска певица Анита Кристи. През същата година е удостоен и с голямата Награда за любовна поезия, гр. Ланчиано, Италия. Следват стихосбирките „Забранена любов“ на български и ромски, и „Слънце и Луна“ на български. През 2016 г. издава книгата "И ангелите плачат" с редактор Надежда Захариева. През 2020 г. издава сборник с избрани стихове "Мил на Бог". За Христо Христов поетът Павел Матев казва: „Това е ромският Яворов“.
Призванието си на поет Христов съчетава с работа в сферата на културата: осъществява множество концерти, ромски фестивали и тържества. Председател е на фондация „Роминтерне – Право на живот“. Пише текстове на известните ромски фолк-изпълнители Софи Маринова, Бони, Юлия Бикова.

## За него
- Людмила Григорова, „Поезията на ромите – колоритен щрих към българската поезия“. // Пламък, 2005, № 7–8.